# Расселл, Д’Анджело
Д’Анджело Расселл (англ. D'Angelo Russell; родился 23 февраля 1996 года в Луисвилле, штат Кентукки) — американский баскетболист, выступающий за клуб Национальной баскетбольной ассоциации «Бруклин Нетс». Играет на позиции разыгрывающего и атакующего защитника. Был выбран в первом раунде под общим вторым номером на драфте НБА 2015 года командой «Лос-Анджелес Лейкерс».

## Биография
В 2014 году принял участие в играх McDonald’s All-American и Jordan Brand Classic, в которых соревнуются лучшие выпускники школ США и Канады. В 2014 году он в составе молодёжной сборной США участвовал в турнире Nike Hoop Summit, в котором лучшие американские школьники играли против команды иностранных игроков в возрасте до 19 лет.
7 июня 2013 года Расселл выбрал баскетбольную программу колледжа Огайо, он имел предложения от колледжей Луисвилл, Мичиган и Северная Каролина. За дебютный сезон 2014/15 годов в колледже Расселл провел 35 матчей, набирая 19,3 очков, делая 5,7 подборов и 5 передач в среднем за игру.
22 апреля 2015 года Расселл выдвинул свою кандидатуру на Драфт НБА 2015 года.
7 июля 2019 года Рассел, как часть сделки по обмену Кевина Дюранта, перешёл в «Голден Стэйт Уорриорз». С защитником был подписан максимальный 4-летний контракт на 117 миллионов долларов.
6 февраля 2020 года был обменян в команду «Миннесота Тимбервулвз» вместе с Джейкобом Эвансом и Омари Спеллманом, взамен «Голден Стэйт» получил Эндрю Уиггинса, защищённый выбор в 1 раунде драфта и выбор во втором раунде.
9 февраля 2023 года Рассел был обменян в «Лос-Анджелес Лейкерс» в рамках трехстороннего обмена с участием «Юта Джаз». В этой сделке «Лейкерс» получили Рассела, Малика Бизли и Джарреда Вандербилта, «Юта Джаз» — Рассела Уэстбрука, Хуана Тоскано-Андерсона, Дэмиана Джонса и защищенный в топ-4 выбор первого раунда драфта 2027 года, а «Миннесота Тимбервулвз» — Майка Конли, Никейла Александера-Уокера и выбор второго раунда драфта.
29 января 2024 года Расселл был оштрафован на 15 000 долларов за то, что выбил игровой мяч на зрительские трибуны. Инцидент произошел после победы «Лейкерс» над «Голден Стэйт Уорриорз» со счетом 145-144 в двойном овертайме за два дня до этого в «Чейз-центре». 8 марта Расселл набрал максимальные в сезоне 44 очка, взял 6 подборов и отдал 9 передач, а также сделал победный флоатер в матче против «Милуоки Бакс» (123-122). 22 марта в игре против «Филадельфии Севенти Сиксерс» Рассел сравнялся с Ником Ван Экселем по количеству трехочковых бросков, сделанных за один сезон одним игроком в истории «Лейкерс» - 184. 
29 июня 2024 года Рассел активировал опцию в своем контракте и остался в «Лейкерс» на сезон 2024/25.
29 декабря 2024 года Расселл был обменян в «Бруклин Нетс» вместе с Максвеллом Льюисом и тремя драфт-пиками второго раунда на Дориана Финни-Смита и Шейка Милтона.

## Статистика

### Статистика в НБА
| Сезон                                                                                    | Команда      | Регулярный сезон | Регулярный сезон | Регулярный сезон | Регулярный сезон | Регулярный сезон | Регулярный сезон | Регулярный сезон | Регулярный сезон | Регулярный сезон | Регулярный сезон | Регулярный сезон | Серия плей-офф | Серия плей-офф | Серия плей-офф | Серия плей-офф | Серия плей-офф | Серия плей-офф | Серия плей-офф | Серия плей-офф | Серия плей-офф | Серия плей-офф | Серия плей-офф |
| Сезон                                                                                    | Команда      | GP               | GS               | MPG              | FG%              | 3P%              | FT%              | RPG              | APG              | SPG              | BPG              | PPG              | GP             | GS             | MPG            | FG%            | 3P%            | FT%            | RPG            | APG            | SPG            | BPG            | PPG            |
| ---------------------------------------------------------------------------------------- | ------------ | ---------------- | ---------------- | ---------------- | ---------------- | ---------------- | ---------------- | ---------------- | ---------------- | ---------------- | ---------------- | ---------------- | -------------- | -------------- | -------------- | -------------- | -------------- | -------------- | -------------- | -------------- | -------------- | -------------- | -------------- |
| 2015/16                                                                                  | Лейкерс      | 80               | 48               | 28,2             | 41,0             | 35,1             | 73,7             | 3,4              | 3,3              | 1,2              | 0,2              | 13,2             | Не участвовал  | Не участвовал  | Не участвовал  | Не участвовал  | Не участвовал  | Не участвовал  | Не участвовал  | Не участвовал  | Не участвовал  | Не участвовал  | Не участвовал  |
| 2016/17                                                                                  | Лейкерс      | 63               | 60               | 28,7             | 40,5             | 35,2             | 78,2             | 3,5              | 4,8              | 1,4              | 0,3              | 15,6             | Не участвовал  | Не участвовал  | Не участвовал  | Не участвовал  | Не участвовал  | Не участвовал  | Не участвовал  | Не участвовал  | Не участвовал  | Не участвовал  | Не участвовал  |
| 2017/18                                                                                  | Бруклин      | 48               | 35               | 25,7             | 41,4             | 32,4             | 74,0             | 3,9              | 5,2              | 0,8              | 0,4              | 15,5             | Не участвовал  | Не участвовал  | Не участвовал  | Не участвовал  | Не участвовал  | Не участвовал  | Не участвовал  | Не участвовал  | Не участвовал  | Не участвовал  | Не участвовал  |
| 2018/19                                                                                  | Бруклин      | 81               | 81               | 30,2             | 43,4             | 36,9             | 78,0             | 3,9              | 7,0              | 1,2              | 0,2              | 21,1             | 5              | 5              | 29,6           | 35,9           | 32,4           | 84,6           | 3,6            | 3,6            | 1,4            | 0,2            | 19,4           |
| 2019/20                                                                                  | Голден Стэйт | 33               | 33               | 32,1             | 43,0             | 37,4             | 78,5             | 3,7              | 6,2              | 0,9              | 0,3              | 23,6             | Не участвовал  | Не участвовал  | Не участвовал  | Не участвовал  | Не участвовал  | Не участвовал  | Не участвовал  | Не участвовал  | Не участвовал  | Не участвовал  | Не участвовал  |
| 2019/20                                                                                  | Миннесота    | 12               | 12               | 32,7             | 41,2             | 34,5             | 87,3             | 4,6              | 6,6              | 1,4              | 0,3              | 21,7             | Не участвовал  | Не участвовал  | Не участвовал  | Не участвовал  | Не участвовал  | Не участвовал  | Не участвовал  | Не участвовал  | Не участвовал  | Не участвовал  | Не участвовал  |
| 2020/21                                                                                  | Миннесота    | 42               | 26               | 28,5             | 43,1             | 38,7             | 76,5             | 2,6              | 5,8              | 1,1              | 0,4              | 19,0             | Не участвовал  | Не участвовал  | Не участвовал  | Не участвовал  | Не участвовал  | Не участвовал  | Не участвовал  | Не участвовал  | Не участвовал  | Не участвовал  | Не участвовал  |
| 2021/22                                                                                  | Миннесота    | 65               | 65               | 32,0             | 41,1             | 34,0             | 82,5             | 3,3              | 7,1              | 1,0              | 0,3              | 18,1             | 6              | 6              | 32,7           | 33,3           | 38,7           | 75,0           | 2,5            | 6,7            | 1,5            | 0,0            | 12,0           |
| 2022/23                                                                                  | Миннесота    | 54               | 54               | 32,9             | 46,5             | 39,1             | 85,6             | 3,1              | 6,2              | 1,1              | 0,4              | 17,9             | Не участвовал  | Не участвовал  | Не участвовал  | Не участвовал  | Не участвовал  | Не участвовал  | Не участвовал  | Не участвовал  | Не участвовал  | Не участвовал  | Не участвовал  |
| 2022/23                                                                                  | Лейкерс      | 17               | 17               | 30,9             | 48,4             | 41,4             | 73,5             | 2,9              | 6,1              | 0,6              | 0,5              | 17,4             | 16             | 15             | 29,6           | 42,6           | 31,0           | 76,9           | 2,9            | 4,6            | 0,7            | 0,3            | 13,3           |
| 2023/24                                                                                  | Лейкерс      | 76               | 69               | 32,7             | 45,6             | 41,5             | 82,8             | 3,1              | 6,3              | 0,9              | 0,5              | 18,0             | 5              | 5              | 37,0           | 38,4           | 31,8           | 50,0           | 2,8            | 4,2            | 0,8            | 0,2            | 14,2           |
| 2024/25                                                                                  | Лейкерс      | 29               | 10               | 26,3             | 41,5             | 33,3             | 84,9             | 2,8              | 4,7              | 0,8              | 0,1              | 12,4             | Не участвовал  | Не участвовал  | Не участвовал  | Не участвовал  | Не участвовал  | Не участвовал  | Не участвовал  | Не участвовал  | Не участвовал  | Не участвовал  | Не участвовал  |
| 2024/25                                                                                  | Бруклин      | 29               | 26               | 24,7             | 36,7             | 29,7             | 82,6             | 2,8              | 5,6              | 1,1              | 0,7              | 12,9             | Не участвовал  | Не участвовал  | Не участвовал  | Не участвовал  | Не участвовал  | Не участвовал  | Не участвовал  | Не участвовал  | Не участвовал  | Не участвовал  | Не участвовал  |
|                                                                                          | Всего        | 629              | 536              | 29,8             | 42,7             | 36,5             | 79,6             | 3,4              | 5,7              | 1,1              | 0,3              | 17,3             | 32             | 31             | 31,3           | 38,8           | 32,7           | 77,2           | 2,9            | 4,8            | 1,0            | 0,2            | 14,2           |
| Наведите курсор мыши на аббревиатуры в заголовке таблицы, чтобы прочесть их расшифровку. |              |                  |                  |                  |                  |                  |                  |                  |                  |                  |                  |                  |                |                |                |                |                |                |                |                |                |                |                |

### Статистика в NCAA
| Сезон | Команда     | Conf    | Class | GP | GS | MPG  | FG%  | 3P%  | FT%  | RPG | APG | SPG | BPG | PPG  |
| --- | ----------- | ------- | ----- | -- | -- | ---- | ---- | ---- | ---- | --- | --- | --- | --- | ---- |
| 2014/15 | Огайо Стэйт | Big Ten | FR    | 35 | 34 | 33,9 | 44,9 | 41,1 | 75,6 | 5,7 | 5,0 | 1,6 | 0,3 | 19,3 |
| Всего | Всего       | Всего   | Всего | 35 | 34 | 33,9 | 44,9 | 41,1 | 75,6 | 5,7 | 5,0 | 1,6 | 0,3 | 19,3 |
| Наведите курсор мыши на аббревиатуры в заголовке таблицы, чтобы прочесть их расшифровку Статистика приведена с сайта sports-reference.com |             |         |       |    |    |      |      |      |      |     |     |     |     |      |